# Sondre Bratland
Sondre Bratland (* 11. September 1938 in Vinje (Telemark)) ist ein norwegischer Folkmusiker, Sänger und Gesangspädagoge. 1982 erhielt er den Spellemannprisen sowie 1993 den Kulturpreis des Fylke Telemark. 

## Diskografie
- 1982: Pilegrimens Sangbog (Spelemannspris)
- 1983: Den blå gleda
- 1988: Inn i draumen (Kooperation mit Steinar Ofsdal, Leiv Solberg und Iver Kleive)
- 1990: Mysteriet
- 1992: Kjeldevatn
- 1992: Rosa frå Betlehem
- 1994: Gjest i verda
- 1996: Atterklang
- 1999: Kvilestein
- 2002: Draumkvede